# Radio Mexico FM
Radio Mexico FM of Radio Mexico Den Bosch is een Noord-Brabantse radiozender die vanuit 's-Hertogenbosch uitzendt. De zender is ook te ontvangen in het zuiden van Gelderland en een deel van Nederlands Limburg. Radio Mexico zond sinds het najaar van 2006 uit op een FM-etherfrequentie van XFM. De zender had op deze frequentie wel volledige autonomie van XFM.
Vanaf 28 september stopte Mexico FM met uitzenden op de XFM-frequentie. Vanaf 1 augustus 2010 was de Bossche zender te beluisteren op 106,1 MHz. De radiozender ging samenwerken met de Haarense Omroep Stichting (HOS). Sinds 5 november 2018 zendt het station uitsluitend uit via internet.
Radio Mexico was tot halverwege 2006 een piratenzender die ongeveer tachtig keer uit de lucht is gehaald. Een aantal mensen achter de zender heeft herhaaldelijk in de cel gezeten wegens radiopiraterij. Bij de vijftigste keer dat de zender uit de lucht werd gehaald, bracht de man van KPN Bossche bollen mee.
Het muziekaanbod van Radio Mexico bestaat uit oude en nieuwe volkshits, voornamelijk Nederlandstalig. Daarnaast komen ook minder bekende Nederlandstalige volksnummers aan bod, vaak van Noord-Brabantse artiesten, vandaar dat vele Brabantse artiesten Radio Mexico een warm hart toedragen, omdat ze mede door hen bekend zijn geworden, o.a. Grad Damen, Henk Damen, Frank Verkooyen en Frans Bauer.